# Régie Nationale des Postes
Régie Nationale des Postes — національний оператор поштового зв'язку Бурунді зі штаб-квартирою в Бужумбурі. Є державною компанією та підпорядковується уряду Бурунді. Член Всесвітнього поштового союзу.